# アブラハム・リンカーン・キャピタル空港
アブラハム・リンカーン・キャピタル空港 (空港コード:SPI) 通称キャピタル空港は、アメリカ合衆国のイリノイ州にある空港。スプリングフィールド市の北西6kmに位置する。
スプリングフィールドはエイブラハム・リンカーンが州議会の議員として青年期を過ごした所である。シカゴからの距離は約300kmである。

## 航空会社
- アレジアント航空：プンタ・ゴーダ、フェニックス・メサ

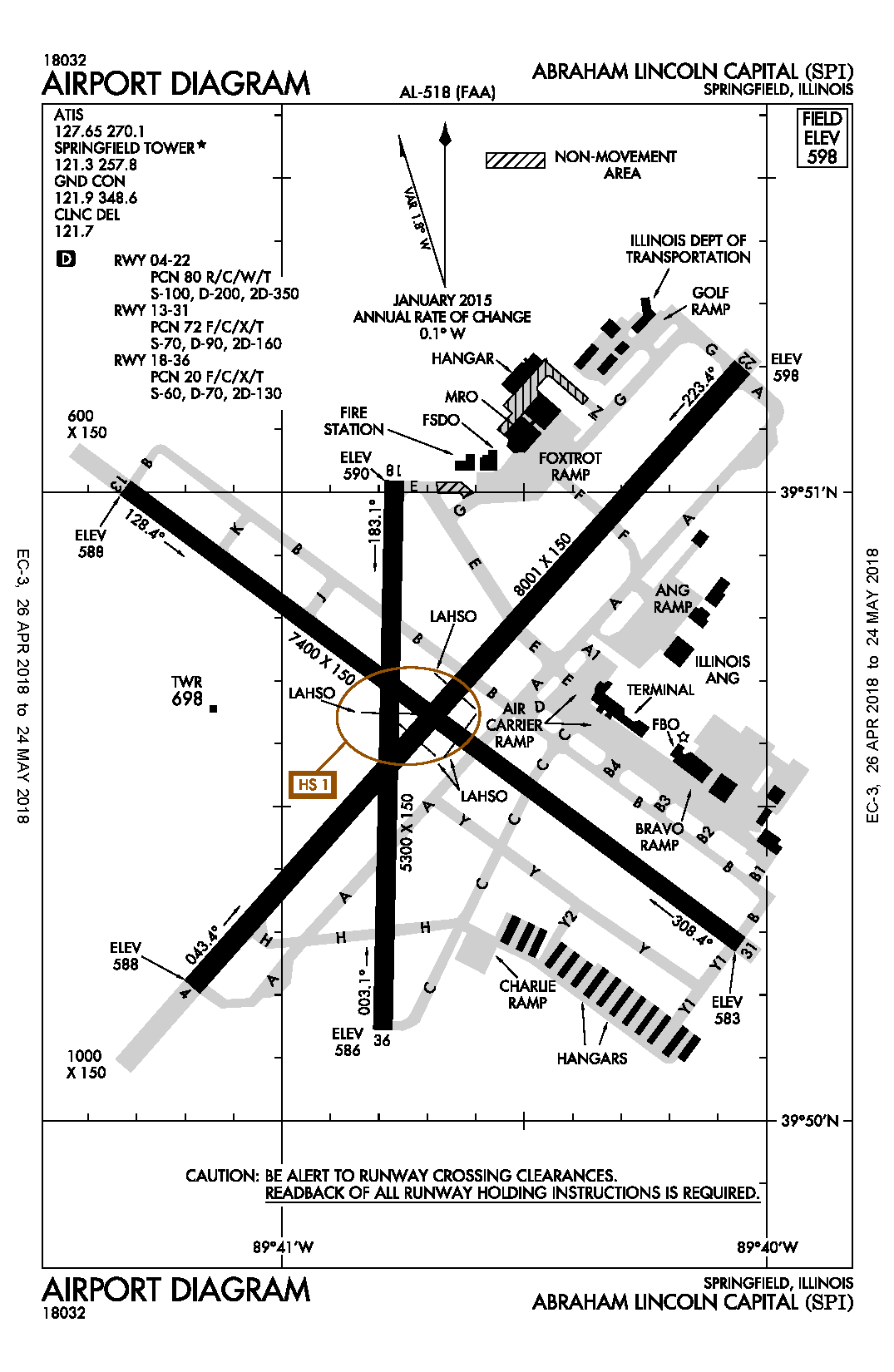
アブラハム・リンカーン・キャピタル空港の地図

- アメリカン・イーグル：ダラス
- ユナイテッド・エクスプレス：シカゴ